# مجزرة كاتين

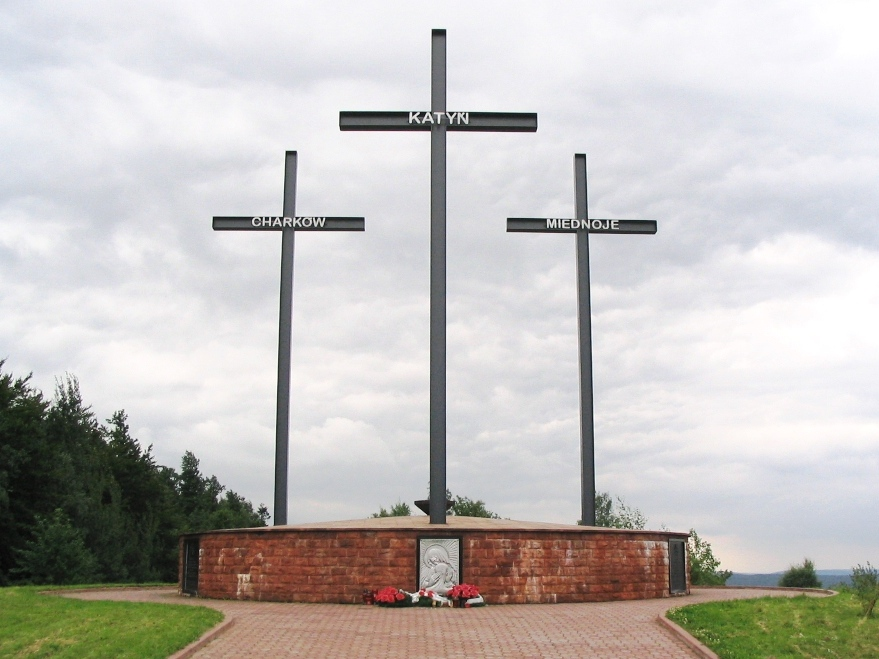
نصب كاتين-خاركوف-مدنوي التذكاري

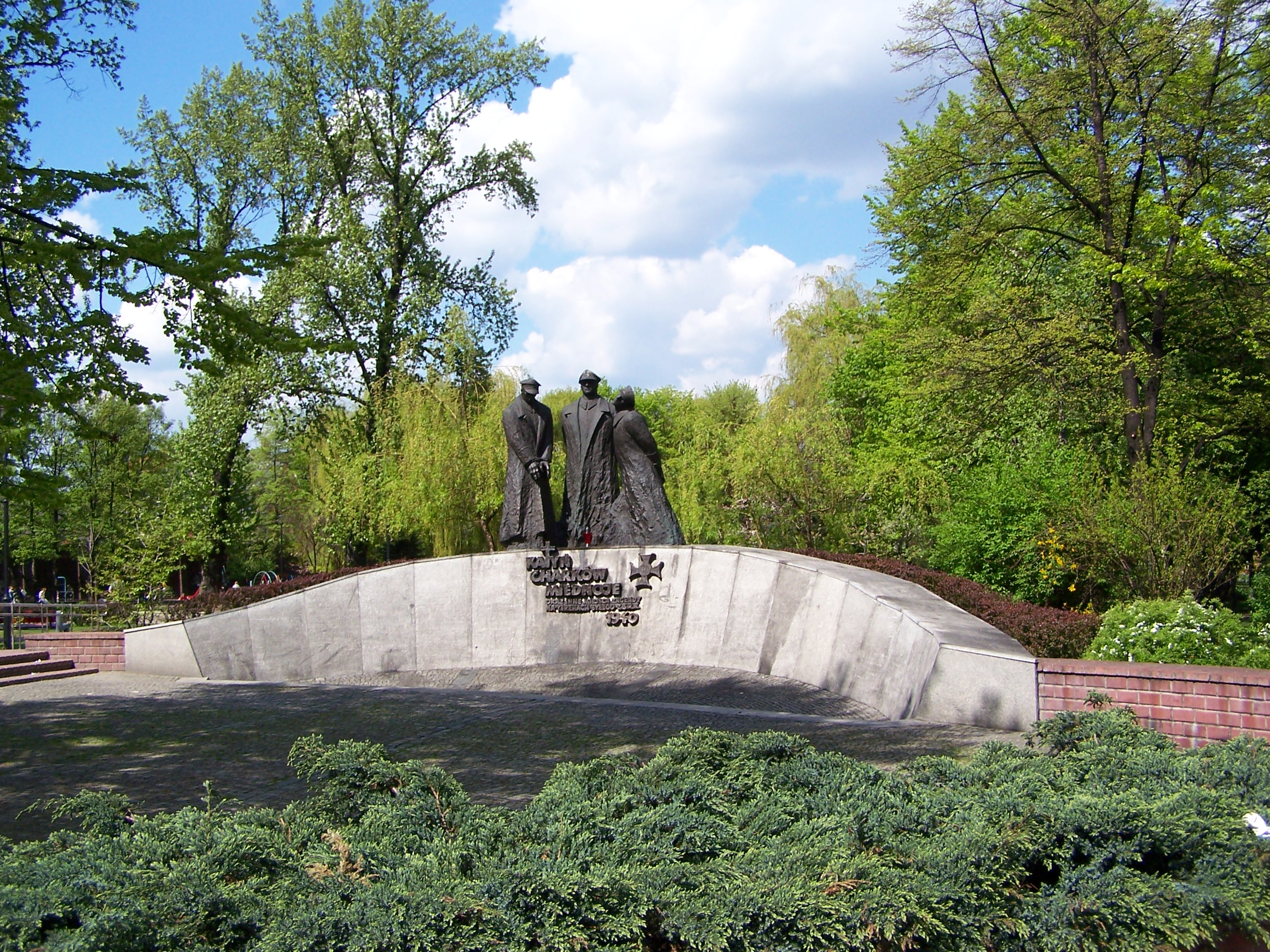
نصب تذكاري لتخليد ذكرى ضحايا مجزرة كاتين بكاتوفيتسه (بولندا)

تعد مجزرة كاتين، أو كما تعرف باسم مجزرة في غابة كاتين (بالبولندية: zbrodnia katyńska) عملية إعدام جماعي لآلاف البولنديين نفذتها المفوضية الشعبية للشؤون الداخلية (أو كما تعرف على مستوى العالم اختصارًا باسم NKVD) تلك المؤسسة السوفيتية التي ضمت الشرطة السرية، وذلك على مدار شهري أبريل ومايو عام 1940. وقد دفع إلى هذه المجزرة اقتراح لافرينتي بيريا رئيس المؤسسة آنذاك بأن يتم إعدام الأعضاء المقيدين بجهاز الضباط البولنديين جميعهم، وذلك في 5 مارس 1940. قوبلت تلك الوثيقة الرسمية بالموافقة حيث وقع عليها المكتب السوفيتي بقيادة جوزيف ستالين. تم تنفيذ المجزرة في ثلاثة أماكن مختلفة في روسيا مثل: غابة كاتين، وسجني تفير وخاركيف، ومن دونهم أماكن أخرى. ويقدر عدد الضحايا بحوالي 22,000 ضحية، و 21,768 ضحية حد أدنى. وكان من بين الذين تم إعدامهم 8000 ضابطًا تم أخذهم كأسرى حرب أثناء الغزو السوفيتي لبولندا عام 1939، إضافة إلى 6000 ضابطًا شرطيًا، أما عن البقية فهم يمثلون طبقة النخبة المثقفة ببولندا، وقد زُعم أنهم: «عملاء للمخابرات، وحرس، وملاك أراضٍ، ومخربون، وملاك مصانع، وقضاة، ومسؤولون، وأخيرًا كهنة.»
يشير المصطلح المستخدم "مجزرة كاتين" في الأصل إلى المجزرة التي تم ارتكابها، ضد ضباط الجيش البولندي بمعسكر كوزلسك لأسرى الحرب، بغابة كاتين على وجه التحديد، تلك الغابة التي تقع على مقربة من قرى كاتين والمجمع الأثري Gnezdovo (الذي يبعد عن مدينة سمولينسك بروسيا من جهة الغرب بحوالي 19كم [12ميلًا]). ومن المعروف أن المجزرة المشار إليها هي الأضخم ضمن العديد من عمليات إعدام أسرى الحرب العشوائية. أما عن العمليات الأخرى فقد نفذتها المؤسسة داخل المعسكرات التي تقع في المدن النائية جغرافيًا مثل: Starobelsk، وأوستاشكوف، وأيضًا بمقرات مفوضية الشؤون الداخلية في مدينة سمولينسك، إلى جانب السجون المتمركزة في مدن تفير، وخاركيف، وموسكو، وعدد آخر من مدن الاتحاد السوفيتي. هناك العديد من المجازر الأخرى التي شهدتها مواقع مختلفة بمدينتي بيلاروسيا، وأوكرانيا الغربية طبقًا للقوائم الخاصة التي تحمل أسماء السجناء البولنديين التي قد أعدتها المؤسسة سالفة الذكر خصيصًا لتلك المناطق. لم تغط التحقيقات الحديثة في عمليات القتل مساحة منطقة كاتين فحسب بل توسعت لتشمل كافة جرائم القتل الجماعي المذكور أعلاها. تعتبر المنظمات البولندية، بما في ذلك لجنة كاتين واتحاد عائلات كاتين، "ضحايا هذه الجرائم جزءًا لا يتجزأ عن المجزرة الأشمل".
وفي عام 1943 أفصحت الحكومة الألمانية النازية عن اكتشاف مقابر جماعية بغابة كاتين. بمجرد الحكومة البولندية الجديدة، ومقرها لندن، أن طالبت اللجنة الدولية للصليب الأحمر بعمل استجواب عن الحادث، قام ستالين على الفور بقطع العلاقات الدبلوماسية ما بين الحكومة الجديدة والاتحاد السوفيتي الذي حاول توجيه تهمة الإبادة تلك نحو الحزب النازي. ظل الاتحاد السوفيتي في حالة إنكار حتى عام 1990 حيث كان الاعتراف الرسمي بالتهمة وتوجيه أصابع الاتهام إلى المؤسسة لارتكابها المجازر، وكذلك الحكومة السوفيتية لتسترها المتوالي على القضية.
وقد جاء، طبقًا للتحقيق الذي أجراه كل من مقر المدعي العام للاتحاد السوفيتي (1990-1991) والاتحاد الروسي(1991-2004)، تأكيد تحمل الاتحاد السوفيتي المسؤولية الكاملة عن المجازر التي تمت، حيث تمكنوا من إثبات مقتل عدد 1803 من المواطنين البولنديين؛ ولكنهم لم يلحقوا ذلك الحدث ضمن دائرة جرائم الحرب أو حتى اعتباره إبادة جماعية. لقد تم غلق التحقيق في القضية على أساس أن مرتكبي المجزرة كانوا قد توفوا بالفعل. لم تكن الحكومة الروسية لتصنف الموتى كونهم ضحايا القمع الستاليني، وبناءً عليه، تم إلغاء إعادة التأهيل الرسمي بعد الوفاة. وقد أصدرت جمعية حقوق الإنسان «ميموريال» بيانًا صرحت فيه أن: «إنهاء ذلك التحقيق يعد مرفوضًا»، كما أضافت أن تأكيدهم لعدد 1803 من القتلى «يفرض علامات استفهام علمًا بأنه قد تم إنهاء حياة أكثر من 14500 سجينًا». أقر مجلس الدوما في الاتحاد السوفييتي في بيان له صدر عام 2010 في نوفمبر تشرين الثاني اعتبار ستالين مسؤولًا عن تدبير تلك المجزرة ومعه أيضًا عدد من المسؤولين في الاتحاد.

## خلفية عن المجزرة
غزت ألمانيا النازية الجمهورية البولندية الأول من سبتمبر، أيلول عام 1939، الوقت ذاته الذي قررت فيه فرنسا وبريطانيا شن هجومًا على ألمانيا النازية في حال أن تقهقرت، ملتزمين في ذلك باتفاقية التحالف العسكري بين المملكة المتحدة وبولندا من جهة، والتحالف الفرنسي-البولندي من جهة أخرى. وقد كان؛ ففي الثالث من سبتمبر أيلول أعلنت معظم دول الإمبراطورية البريطانية، إلى جانب فرنسا وبريطانيا الحرب على ألمانيا. وقد اتخذوا أبسط الإجراءات العسكرية على هيئة ما أصبح يعرف باسم الحرب الزائفة. وعلى الصعيد الآخر، عملت هذه الدول على إمداد بولندا بالمعونات العسكرية؛ ولكن بنسبة ضئيلة.
كانت بداية الغزو السوفيتي لبولندا في شهر سبتمبر، أيلول الموافق يوم 17 بموجب اتفاقية مولوتوف-ريبنتروب. تلقت القوات البولندية، التي كانت في مواجهة الجيش الأحمر (سابقا)، أوامر بعدم الدخول في معركة مع الاتحاد السوفيتي، مما ترتب عليه التقدم السريع للجيش الأحمر دون مقاومة ملحوظة. اعتقلت السلطات السوفيتية حوالي 250,000-454,700 جنديًا بولنديًا ورجال شرطة وقامت بسجنهم. البعض منهم تم إطلاق سراحه، والبعض الآخر هرب مسرعًا، كما تم سجن عدد آخر يبلغ 125,000 بالمعسكرات التي كانت تديرها المؤسسة السوفيتية. ومن بين هؤلاء، تم الإفراج عن 42,400 جنديًا في شهر أكتوبر، تشرين الأول، معظمهم ذوي الأصل الأوكراني والبيلاروسي، كانوا يعملون لخدمة الجيش البولندي، كما عاشوا في الأراضي البولندية السابقة التي ضمها الاتحاد السوفيتي. أما عن 43,000 جنديًا التي تعد بولندا الغربية، تحت سيطرة الألمان حينئذ، مسقط رأسهم فقد تم ترحيلهم إلى ألمانيا، كما استلم الاتحاد السوفيتي 13,575 سجينًا بولنديًا في المقابل.
لم تقتصر معاناة البولنديين من القمع والاستبداد على أفراد الحكومة والعسكريين فقط، بل تعدى الأمر ليشمل مواطنين آخرين. هناك آلاف الأعضاء ممن يمثلون طبقة النخبة المثقفة تم اعتقالهم وسجنهم للزعم بأنهم: «عملاء للمخابرات، وحرس، وملاك أراضٍ، ومخربون، وملاك مصانع، وقضاة، ومسؤولون، وأخيرًا كهنة.» كان يطبق نظام التجنيد الإلزامي ببولندا على كل خريج جامعي غير معافى ليصبح ضابط جيش احتياط، مما أتاح الفرصة لمؤسسة NKVD لتكوين قسم هام من الفئة المتعلمة من أفراد بولندا. لقد تم ترحيل ما يقارب 320,000 مواطنًا بولنديًا إلى الاتحاد السوفيتي وفقا للتقديرات التي أجراها معهد التذكير الوطني (يشكك المؤرخون في صحة ذلك العدد مستندين إلى إحصاءات قديمة تبلغ حوالي 700,000-1,000,000). كما يقدر المعهد عدد القتلى في العهد السوفيتي أثناء الحرب العالمية الثانية بحوالي 150000 بولنديًا (يمثل إعادة النظر في تقديرات قديمة بلغت 500,000). تم إطلاق سراح 583 أسيرًا عام 1942، وهم مجموع من نجا من التعذيب، من بين 12,000 بولنديًا ممن تم نقلهم إلى معتقل سيبيريا (على مقربة من ولاية كوليما) خلال العامين 1940-1941 لينضموا إلى القوات المسلحة البولندية في الشرق. " تعرض 570,387 بولنديا لنوع من القمع السياسي بالاتحاد السوفيتي أثناء الحرب وبعد عام 1944".
وفي وقت مبكر من 19 أيلول، سبتمبر أصدر لافرينتي بيريا رئيس NKVD أمرًا بأن يقوم البوليس السري بإنشاء إدراة شئون أسرى الحرب والمعتقلين بغرض الإشراف على الأسرى البولنديين. كما واصلت مجهوداتها لتأسيس شبكة من مراكز الاستقبال والمخيمات المتنقلة، علاوة على نقل مخيمات أسرى الحرب المتواجدة في غرب اتحاد الجمهوريات السوفيتية الاشتراكية عبر السكة الحديد. إن أضخم المخيمات كانت تقع بعدة مدن منها: مدينة كوزلسك (دير أوبتينا)، وأوستاشكوف (جزيرة ستولبيني المطلة على بحيرة ساليجر بالقرب من المدينة)، وستاروبيلسك. وتمركز عددًا آخر في مدينة جوخنوفو (محطة السكك الحديد بابينينو)، وتالتسي، ومحطة السكك الحديد تيوتكينو التي تبعد عن مدينة بوتيفل بمقدار 90 كم/56 ميلا. أيضًا قرية كوزيلشينا، ودير أورانكي، ومدينة فولوغدا(محطة السكك الحديد زاونكيفو)، ومدينة غريازوفيتس.
أقيمت مخيمات كوزلسك وستاروبيلسك خصيصًا لضباط الجيش، وعلى الجانب الآخر، أنشأ مخيم أوستاشكوف لكل من: فريق الكشافة البولنديين، والدرك، والشرطة، وضباط السجون. بعض السجناء كانوا أعضاء ضمن فئات أخرى تنتمي إلى النخبة المثقفة من البولنديين أمثال الكهنة، وملاك الأراضي، والموظفين العاملين بالقانون. وكان التقسيم كالتالي: مخيم كوزلسك، 5,000 فردًا؛ مخيم أوستاشكوف، 6,570؛ مخيم ستاروبيلسك، 4,000. وبلغ إجمالي الأعداد 15,570 شخصًا.
ضمت NKVD ما يقارب 40,000 بولنديًا كأسرى حرب طبقًا لما جاء في التقرير الذي تم إجراؤه في 19 نوفمبر، تشرين الثاني 1939: منهم حوالي 8,000-8,500 ضباط ومساعدين، و 6,000-6,500 ضباط شرطة، و 25,000 جنديًا وضباط صف حيث كانوا لا يزالون يمثلون أسرى الحرب. وفي ديسمبر، كانون الأول ارتفعت موجة من الاعتقالات مما نتج عنه ارتفاع أعداد المساجين من البولنديين. وصرح الفريق الأول إيفان سيروف لبيريا في 3 ديسمبر، كانون الأول: «في الواقع، تم اعتقال 1,057 ضابطًا سابقًا بالجيش البولندي». أما عن 25,000 جنديًا وضباط الصف فقد وكلوا بأعمال السخرة (بناء الطرق والمعادن الثقيلة).
كان قد تعرض السجناء لاستجواب مطول ونوع من التحريض السياسي المستمر على يد ضباط المفوضية الشعبية من بينهم فازيلي زاروبين على مدار الفترة بداية من أكتوبر، تشرين الأول 1939، حتى فبراير، شباط 1940. اعتقد السجناء أن تلك العمليات تجرى لصالحهم، وكانت تتم بغرض إخلاء سبيلهم؛ لكن الواقع كان بخلاف ذلك تمامًا، فإن تلك العملية كانت بمثابة تنقيح ليتم تقسيم السجناء إلى فئتين؛ من سيتم إطلاق سراحهم، وأخرين حكم عليهم بالفناء. وفقًا للتقارير التي أجرتها المفوضية، إذا لم يتم استدراج السجناء إلى صفوف الاتحاد السوفيتي، فإنهم بذلك يعدوا «أعداء السلطات السوفيتية الأكثر صلابة وعنفًا».
وفي 5 مارس، آذار 1940 تعيّن على بعض أعضاء المكتب السياسي السوفيتي- وهم ستالين، وفياتشيسلاف مولوتوف، وكليمنت فوروشيلوف، وأنستاس ميكويان- التوقيع على طلب إعدام 25,700 بولنديًا ممن يمثلون «الوطنيين والمعادين للثورة» المحتجزين بالمخيمات والسجون ببيلاروسيا وأوكرانيا الغربية المحتلة، وذلك عملًا بالرسالة التي وجهها بيريا لجوزيف ستالين. ويرى جيرهارد وينبرج، وهو مؤرخ ألماني النشأة، أن السبب الرئيس وراء مجزرة كاتين يعود إلى نية ستالين لمنع :
```
"لقد كان الاعتقاد بأن الدافع وراء تلك الجريمة المنكرة هو إقناع وطمأنة الألمان بأن خطة الاتحاد
السوفيتي تتم ضد مصلحة البولنديين؛ ولكن ذلك التفسير لم ينل القدر الكافي من الإقناع في ظل حرص
النظام السوفيتي بالغ الشدة بأن تبقى خطتهم-تدبير المجزرة- سرا عن الحكومة الألمانية على وجه التحديد
والتي كان من المفترض إعلامها بتلك الخطوات. ...إن التفسير المحتمل للمجزرة هو...لا بد من التعامل مع دوافع المجرزة من منظور نظرة مستقبلية حيث من المحتمل أن تستحوذ بولندا على الحدود الغربية للاتحاد السوفيتي مرة أخرى. رأى ستالين أن أي شكل من أشكال الانتعاش لبولندا سيشكل ضررا محتملا؛ لذا، كان
من الضروري الحفاظ على الجانب الشرقي من البلاد مهما تطلب الأمر. وبناء عليه، فإن منع نسبة كبيرة
من النخبة العسكرية والتقنية عن الأراضي سينتج عنه ضعف تلك الأراضي".
[
26
]
```

وهناك سبب آخر، ألا وهو إدراك النظام السوفيتي لحقيقة أن السجناء يشكلون كيانًا ضخمًا من البولنديين المعدين بشكل جيد وعلى أهبة الاستعداد، ولن يقبلوا بتقسيم بولندا للمرة الرابعة.

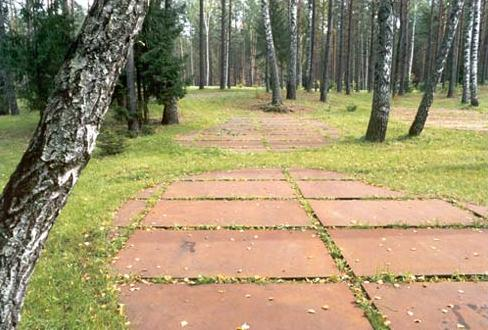
موقع المقابر الجماعية في غابة كاتين ممثلة حالياً بواسطة ألواح من الحجر الجيري (بعد استخراج الجثث منها)
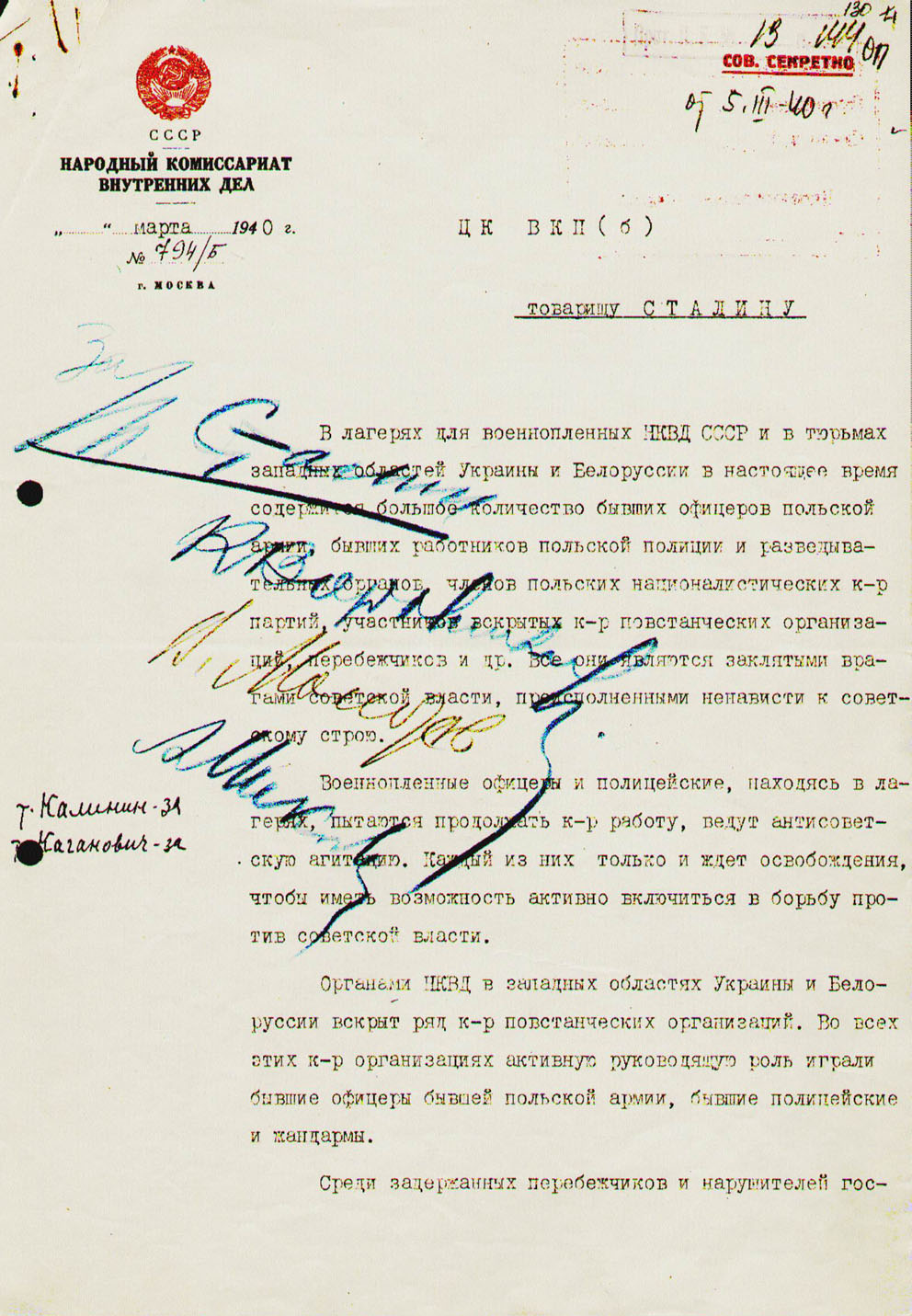
الوثيقة الرسمية المؤرخة في 5 مارس 1940 التي طلب فيها لافرينتي بيريا من جوزيف ستالين السماح له بإعدام الضباط البولنديين

## عمليات الإعدام

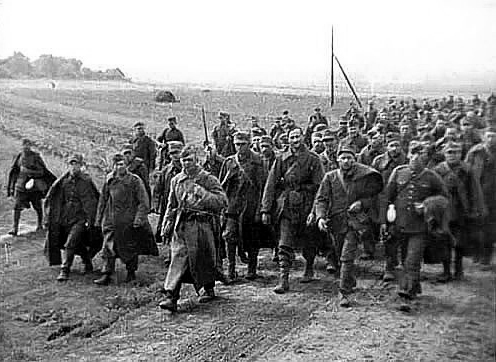
أسرى حرب بولنديون قبض عليهم الجيش الأحمر أثناء الاجتياح السوفيتي لبولندا

يُقدر عدد الضحايا بحوالي 22,000 ضحية، بحد أدنى 21,768 ممن تم إثبات وفاتهم. ظهور بعض الوثائق السوفيتية عام 1990 أدى إلى الكشف عن أعداد من تم إعدامهم بما في ذلك 21,857 معتقلاً وسجينًا تم إعدامهم بعد 3 إبريل، نيسان لعام 1940، وقد انقسموا إلى فئتين: أسرى حرب تم إحضار معظمهم، إن لم يكن جميعهم، من المعسكرات الثلاثة وهم يشكلون 14,552 فردًا، والبعض الآخر 7,305 سجينًا في المناطق الغربية من جمهورية بيلاروسيا السوفيتية الاشتراكية، ومن بينهم 4,421 معتقلاً بمعسكر كوزلسك، 3,820 بمعسكر ستاروبيلسك، 6,311 بمعسكر أوستاشكوف، إلى جانب 7,305 بسجون بيلاروسيا وأوكرانيا. اللواء P.K Soprunenko، رئيس القسم المسئول عن أسرى الحرب بالمفوضية الشعبية للشؤون الداخلية، هو من تولى اختيار مجموعات بعينها من فرق الضباط البولنديين أثناء تنفيذ المذبحة بغابة كاتين، وأماكن أخرى دونها.
شملت تلك المجزرة مختلف الأطياف والأشخاص، فكان من بينهم: أدميرال، وجنرالان، و 24 عقيدًا، و 79 مقدمًا، و 258 رائدًا، و 17 ربانًا، و 3,420 ضابط صف، وسبعة قسيسين، وثلاثة ملاك أراض، وأميرا، و 43 مسئولاً، و 85 عسكريًا، و 131 لاجئًا، و 20 أستاذًا بالجامعة، و 300 طبيبًا، وعدة مئات محامين، ومهندسين، وأساتذة؛ وما يفوق 100 كاتب وصحفي، إضافة إلى 200 طيارًا. يمكن القول أن NKVD قامت بإعدام حوالي نصف عدد ضباط السلك البولندي. إن إجمالي عدد الجنرالات الذين تم إعدامهم يبلغ 14 بولنديًا وهم: ليون بيليفيتش (عقيد متقاعد)، برونيسواف بوخاتريفيتش (ع.م.)، إكسفيري تشيرنيتسكي (أدميرال)، ستانيسواف هايلر (ع.م.)، الكسندر كوفالفسكي (ع.م.)، هنريك مينكيفيتش (ع.م.)، كاجيميش أورليكوكسكي، كونستانتي بليسوفسكي (ع.م.)، رودولف بريخ (تم قتله بمدينة لفيف)، فرانشيشك شيكورسكي (ع.م.)، ليونارد سكيريسكي (ع.م.)، بيوتر سكوراتوفيتش، ميتوسويف سمورافينسكي ألويزي فير كوناس (تمت ترقيته بعد الوفاة). ليس كل من تم إعدامه من البولنديين يمثلون أحزابًا عرقية، بل هناك دولة متعددة الأعراق تمثلت في جمهورية بولندا الثانية، وما بها من فرق تدريب الضباط التي ضمت جنسيات مختلفة مثل البيلاروسيين، والأوكرانيين، واليهود. 8٪ من ضحايا مجزرة كاتين يمثلون نسبة البولنديين اليهود. فقط 395 سجينًا استطاع النجاة من تلك المذبحة، ومن بينهم ستانيسواف سفانيافيتش وهو مؤرخ بولندي، ويوزيف تشابسكي جندي بالجيش البولندي، تم نقلهم إلى معسكر يوخنوف، ثم إلى مدينة غريازوفيتس.
من ثم، تم قتل ما يصل إلى 99٪ من البقية. تم إعدام معتقلي معسكر كوزلسك بغابة كاتين ذاتها؛ وبالحديث عن معسكر ستاروبيلسك، فتم قتل السجناء داخل السجن الداخلي للمفوضية الشعبية للشؤون الداخلية بمدينة خاركيف، ودفن الجثث بالقرب من قرية بياتيخاتكي بأوكرانيا؛ وتمت عملية قتل ضباط الشرطة المعتقلين بمعسكر أوستاشكوف بالسجن الداخلي للمفوضية الشعبية للشؤون الداخلية بمستوطنة كالينين بمدينة تفير ودفن الجثث بقرية ميدونيا.
أدلى دميتري توكاريف-الرئيس السابق لمجلس حي المفوضية الشعبية للشؤون الداخلية بمستوطنة كالينين-بشهادته حول أحداث عمليات الإعدام بسجن المدينة موضحًا أن إطلاق النيران بدأ مساءً وانتهى مع بزوغ الفجر. تمت أول عملية نقل للضحايا في الرابع من أبريل، نيسان 1940، حيث تم نقل 390 قتيلاً، ووجدت صعوبة في قتل عدد ضخم في ليلة واحدة فقط. حملت العمليات التالية ما لا يزيد عن 250 قتيلاً. كانت تتم عمليات الإعدام عن طريق استخدام طبنجات Walther PPK ألمانية الصنع عيار 17mm×7.65 مستوردة من موسكو، كذلك تم استخدام مسدسات Nagant M1895 عيار 7.62×38mmR. اتجه الجلادون نحو استخدام أسلحة ألمانيا عوضًا عن الأسلحة السوفيتية النوذجية لما تؤدي إليه من ارتداد بالغ سبب ألمًا شديدًا خاصة بعد تنفيذ عشرات العمليات الأولية. فازيلي ميخايلوفيتش بلوخين الجلاد الرئيسي ومن ينفذ الإعدام بالمفوضية الشعبية للشؤون الداخلية عرفه التاريخ بالجلاد الأكثر نشاطًا؛ قام وحده بقتل 7,000 مدانًا ينتمون لمعسكر أوستاشكوف، البعض منهم يبلغ فقط سن 18، بسجن كالينين على مدار 28 يومًا بأبريل، نيسان 1940.
لم تكن عمليات القتل عشوائية، بل كانت ممنهجة تمر بعدة خطوات؛ كانت تتم مراجعة بيانات كل متهم أولاً، ثم يقاد مكبلاً إلى زنزانة معزولة بأكوام من الأكياس الممتلئة بالرمال على امتداد الجدران، كانت تستخدم لإخماد صوت إطلاق النيران، ومحكمة بباب ضخم مبطًا باللبد. يتلقى بعد ذلك السجين أوامر بالركوع على ركبتيه، ويتم إطلاق النيران على الرأس من الخلف. الخطوة التالية هي نقل الجثة إلى إحدى الست شاحنات بالخارج عبر الباب المعاكس. عندئذ يدخل السجين الذي يليه وهكذا دواليك. إضافًة إلى السبل السابقة المستخدمة داخل الزنزانة، كان يتم تشغيل بعض الآلات، ربما مراوح، لإحداث نوع من الضجيج يطغى على صوت الأعيرة النارية في جوف الليل. كان ذلك بمثابة النهج التقليدي كل ليلة باستثناء يوم عيد العمال.
كان يتم دفن كل من؛ سجناء أوكرانيا بقرية بيكيفنيا، وسجناء بيلاروسيا بكوراباتي وهي منطقة مشجرة تقع على ضواحي البلدة، وقد تراوحت أعدادهم ما بين 3,000-4,000 قتيلاً. يانينا لوفاندوفسكا ابنة الفريق يوزيف دابور موشنيسكيجو، شغلت رتبة ملازم بالجيش، وهي الأنثى الوحيدة التي قتلت في المذبحة بكاتين.

## اكتشاف المقابر الجماعية

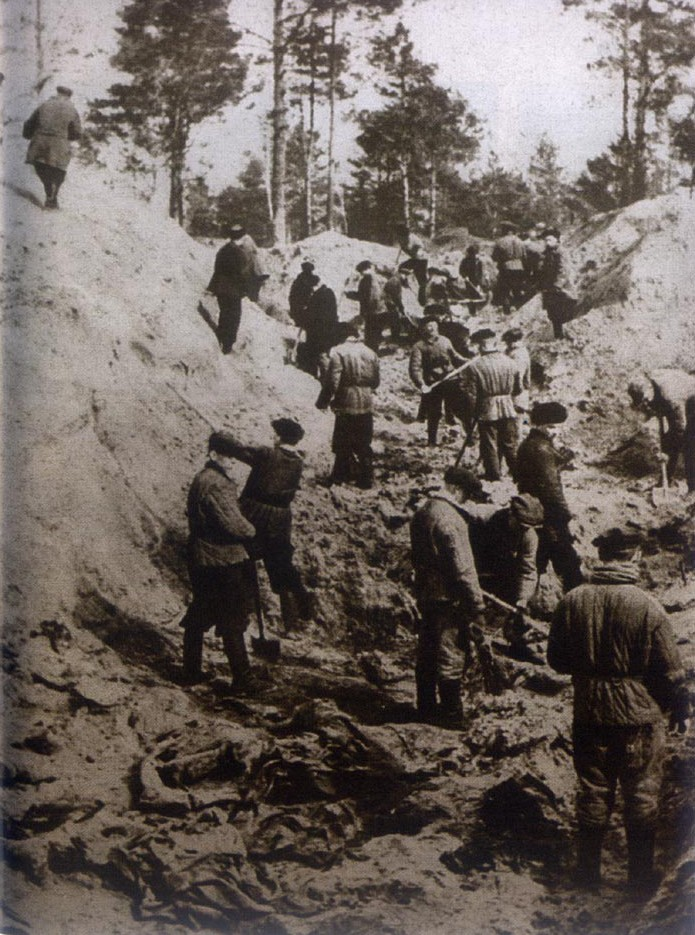
استخراج جثث ضحايا مجزرة كاتين عام 1943

كان التساؤل آنذاك يدور حول إلام سيؤول إليه مصير السجناء البولنديين عقب عملية غزو الاتحاد السوفيتي (البارباروسا) التي تمت في يونيه، حزيران 1941. وقع كل من الحكومة البولندية الجديدة والحكومة السوفيتية على اتفاقية شملت كلا الطرفين ومثلها رئيس الوزراء البولندي سيكورسكي ومايسكي سفير الاتحاد السوفيتي؛ لذلك عرفت باسم اتفاقية سيكورسكي- مايسكي، ونصت الاتفاقية على عزم الطرفين على مقاومة ألمانيا النازية جنبًا إلى جنب، والعمل على تكوين جيشًا بولنديًا ضمن مقاطعة الاتحاد السوفيتي. تولى الفريق البولندي أنديرس تكوين الجيش والإشراف عليه، كما بدأ خطوات البحث عن المفقودين من الضباط بصورة عاجلة. وأثناء مقابلة شخصية، طمأنه ستالين، وكذلك سيكورسكي، بأن جميع البولندينن قد تم إطلاق سراحهم؛ لكن المشكلة تكمن في عدم القدرة على تقديم بيانا بأعدادهم حيث فقد الاتحاد السوفيتي آثارهم بأراضي منشوريا.
انتشر خبر المقابر الضخمة التي وجدت بكوزلسك على مقربة من غابة كاتين بين السكان وتسرب الخبر أيضًا إلى عمال السكة الحديد المأجورين، وكان ذلك عام 1942 وقتما وقعت الأراضي المحيطة بمدينة سمولنسك تحت قبضة الألمان، كما اكتشفوا إحدي هذه المقابر والإبلاغ عنها لدى الدولة البولندية السرية. لم يتم أخذ ذلك الاكتشاف على محمل الجد؛ فلم يخطر ببال أحدهم أن تلك المقابر تحوي عددًا كبيرًا من الضحايا. رادولف فون جيرسدورف ضابط ألماني يعمل كحلقة وصل بالمخابرات ما بين مجموعة الجيوش الوسطى التابعة لفيرماخت (القوات المسلحة الألمانية) من ناحية، وأبفير (المخابرات الحربية الألمانية) من ناحية أخرى، تلقى تقاريرًا عن وجود مقابر جماعية لضباط الجيش البولندي بغابة جوت هيل بالقرب من كاتين، ثم أرسل تلك التقارير إلى المسئولين. طبقًا لجوزيف غويلر فإن ذلك الاكتشاف هو وسيلة لتعزيز خط الدعاية النازية حول المخاوف الناجمة عن البلشفية ومدى خضوع أمريكا وبريطانيا لهذه الحركة. وبعد تغطية شاملة للحدث أذاع راديو بيرلين أخبار عن كشف القوات العسكرية الألمانية عن خندق بغابة كاتين بالقرب من مدينة سمولينسك «يمتد إلى 28م تحت الأرض بعرض 16م (52×92 قدمًا)، حيث تم إلقاء حوالي 3,000 جثة في صورة تراكمية على امتداد 12 طبقة». لم تتوقف الإذاعة عند بث تلك الأخبار الدقيقة فحسب، بل وجهت أصابع الاتهام نحو الاتحاد السوفيتي لارتكاب الجريمة في 1940.
اجتمع الألمان حول رأي أوحد ألا وهو تورط الاتحاد السوفيتي في مجزرة كاتين كمحرك رئيس، إلى جانب تواجد عناصر أخرى من أسرى الحرب، كان من بينهم الكاتب فرديناند جويتل أحد أفراد جيش الوطن الذي تم سجنه بسجن باوياك بوارسو عاصمة بولندا، لذا بدأ الألمان بالعمل على إثبات التهمة على المتورطين، فقاموا بإعداد جمعية الصليب والهلال الأحمر الأوربية كخطوة أولية ولقبت باللجنة الدولية للصليب الأحمر حيث تكونت من 12 خبيرًا بالطب الشرعي من مختلف الأنحاء؛ مملكة بلجيكا، وجمهورية بلغاريا، ومملكة الدانمارك، وجمهورية فنلندا، والجمهورية الفرنسية، والجمهورية الإيطالية، وجمهورية كرواتيا، وهولندا، ورومانيا، والسويد، وجمهورية سلوفاكيا، والجمهورية المجرية. قام جويتل بالهروب خارج البلاد فور انتهاء الحرب بجواز سفر مزيف؛ وذلك لوجود أمر بالإيقاف صادر ضده؛ أجبر اثنان من طاقم العمل باللجنة الدولية للصليب الأحمر، ماركو ماركوف من بلغاريا وفرانتيسك هايك من الجمهورية التشيكية، على سحب أدلتهم التي جاءت ضد مصلحة الاتحاد، وخاصةً بعدما أصبحت كل من جمهورية بلغاريا والجمهورية التشيكية دولتين تابعتين للاتحاد السوفيتي، وبالتبعية تأييد الاتحاد والإلقاء باللوم على الألمان. نفذ الشيوعيون حكم الإعدام على لويس جوراك أخصائي علم الأمراض وعضو بفريق التحقيق الكرواتي عقب الحرب، بينما نجح إدوارد ميلوسلافيك زميله بالعمل في الهروب إلى الولايات المتحدة الأمريكية. كانت مجزرة كاتين بمثابة ورقة رابحة بالنسبة لألمانيا النازية استخدمتها للإضعاف من موقف الاتحاد السوفيتي والتشكيك في مصداقيته. وفي 14 أبريل، نيسان دون غوبلز في مذكرته: «إننا حاليا نستغل نبأ مقتل 12,000 ضابطًا بولنديًا على يد جهاز مخابرات جمهورية روسيا السوفيتية الاتحادية الاشتراكية بحملة دعايا لمكافحة البلشفية على أكبر نطاق ممكن. لقد قمنا بإرسال صحفيين ومثقفين يتسمون بالحيادية إلى موقع الأحداث، حيث وردتنا تقارير مروعة، كما أتيح لنا إرسال بعض الأخبار الجذرية للصحافة الألمانية، وبناءً عليه قمت بإصدار بعض التوجيهات للاستفادة من مادة الدعايا بقدر المستطاع، فهي السبيل الوحيد لنا لبضعة أسابيع قادمة». وبالفعل أبدت الدعايا الألمانية تقدمًا ملحوظًا في هذا الإطار ونقل كيف أن المذهب الشيوعي يشكل خطرًا جامحًا على الحضارة الغربية.
لم تفتأ الحكومة السوفيتية أن واجهت تلك التهم حتى أنكرتها جميعًا، كما ادعت تورط السجناء بأعمال بناء غرب مدينة سمولينسك الأمر الذي دفع العناصر الألمانية الغازية إلى أسرهم وإعدامهم بأغسطس، أيلول 1941. وجاء رد الحكومة مفصلاً في 15 أبريل، نيسان على ما بثته الإذاعة الألمانية في 13 أبريل، نيسان من تهم موجهة ضدها، ساعدت على إعداده إحدى وكالات الأنباء السوفيتية: «إن من شارك من أسرى الحرب البولنديين في أعمال البناء غرب سمولينسك في 1941 وسقطوا ضحايا الجلادين المنتمين للحزب الفاشي بألمانيا».
وفي أبريل، نيسان 1943 عزمت الحكومة البولندية الجديدة على فتح ملفات القضية أمام الاتحاد السوفيتي، إضافة إلى حث اللجنة الدولية للصليب الأحمر على الشروع في إجراء تحقيق. وجاء رد ستالين في ظل تلك الإجراءات باتهام الحكومة البولندية بالتواطأ مع حكومة ألمانيا النازية، ولم يكتف بذلك بل قام بقطع كل العلاقات الدبلوماسية مع بولندا، وعمل على إنشاء حملة توعي الحلفاء الغربيين بوجود حكومة بولندية بديلة موالية للاتحاد السوفيتي بموسكو ترأسها فاندا فاشيليفسكا. راح شيكوريسكي ضحية تحطم طائرة بيوليو، تموز ليأتي ذلك الحدث بمصلحة القادة الحلفاء.

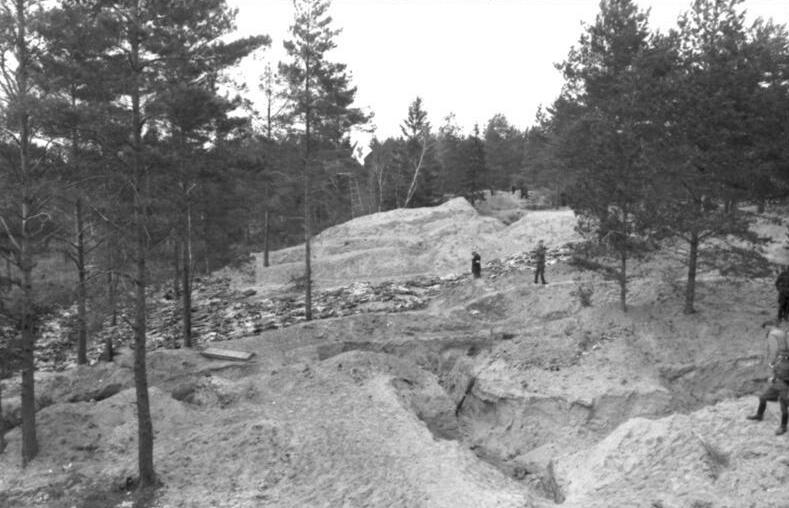
حفر الجيش الألماني للمقابر الجماعية بغابة كاتين لاستخراج جثث الضحايا في مارس 1943
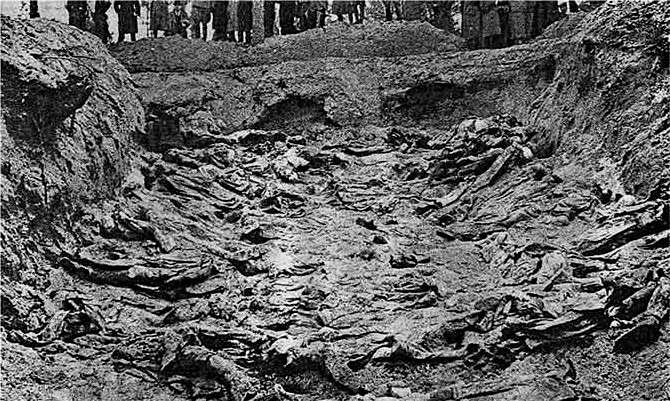
استخراج جثث ضحايا مجزرة كاتين عام 1943
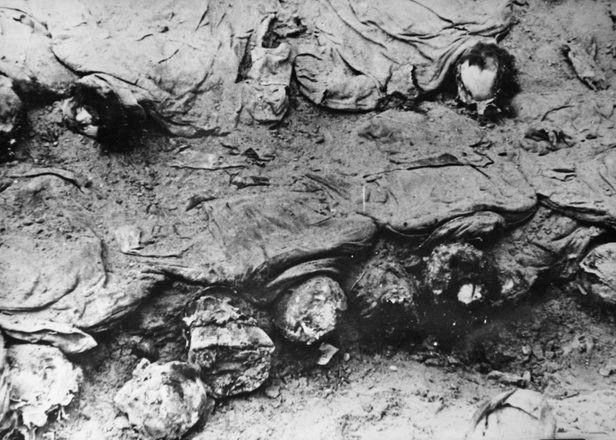
استخراج جثث ضحايا مجزرة كاتين عام 1943 (صورة اللجنة الدولية للصليب الأحمر)

## الاعتراف السوفيتي بمجزرة كاتين
في سبتمبر، أيلول 1943 حينما علم غويلز بأمر ضرورة انسحاب الجيش الألماني من منطقة كاتين قام بتدوين تنبؤاته حول هذا الأمر في مذكرته. وفي مقدمة مذكرته ليوم 29 من شهر سبتمبر، أيلول كتب غويلز: «التنازل عن كاتين كان أمرًا لا فرار منه، فحالما يكتشف الشيوعيون أننا قمنا بقتل 12,000 بولنديًا، وهو ما سيتم بلا أدنى شك، ستعترض طريقنا بعض العقبات في المستقبل، وبالتأكيد سيستغل الاتحاد السوفيتي ذلك الأمر للبحث عن أكبر عدد ممكن من المقابر الجماعية لكشفنا».
وبمجرد أن نجح الاتحاد في استرداد كاتين تمامًا فور استيلاء الجيش الأحمر على سمولينسك للمرة الثانية حوالي عام 1943 على مدار شهري سبتمبر وأكتوبر بدأت قوات NKVD عملية التستر على الجريمة؛ لكن المقابر التي حصل الألمان على تصريح لبنائها من الأعضاء البولنديين بجمعية الصليب والهلال الأحمر تم هدمها، وبالتالي لم يعد دليلاً على الجريمة. قامت السلطات السوفيتية بإجراء مقابلات مع الشهود وتهديدهم بالاعتقال بتهمة دعمهم للألمان إذا ما جاءت شهاداتهم مغايرة لخط الأحداث المقرر بها. لم يتم العثور على أية وثائق خاصة بضحايا يعود تاريخها إلى ما بعد أبريل 1940؛ لذا قام الشرطة السوفيتية السرية بوضع بعض الأدلة الكاذبة على أن المجزرة تمت بصيف 1941 حينما كانت المنطقة كلها تحت سيطرة الألمان. أصدرت مؤسسة NKVD تقريرًا تمهيديًا عن الحدث بتاريخ 10-11 يناير، كانون الثاني 1944، عمل عليه كل من فسيفولود ماركولوف وسيرجي كروجلوف توصلا فيه إلى تورط الألمان بقتل الضباط البولنديين.
في يناير، كانون الثاني 1944 قام الاتحاد السوفيتي بإرسال لجنة أخرى لموقع الحدث، اللجنة المختصة للفصل والتحقيق في أمر إطلاق النيران على أسرى الحرب البولنديين على يد الألمان- الفاشيين بموقعة كاتين (بالروسية: Специальная Комиссия по установлению и расследованию обстоятельств расстрела немецко-фашистскими захватчиками в Катынском лесу военнопленных польских офицеров, Spetsial'naya Kommissiya po ustanovleniyu i rassledovaniyu obstoyatel'stv rasstrela nemetsko-fashistskimi zakhvatchikami v Katynskom lesu voyennoplennyh polskih ofitserov). وقد تضمن اسم اللجنة تورط الألمان بالحادثة حتى قبل البحث في تفاصيل مرتكبي المجزرة. وترأس تلك اللجنة نيكولاي بوردونكو، رئيس أكاديمية العلوم الطبية بالاتحاد السوفيتي، الذي عينته حكومة موسكو للتحقيق في الحادث (لذلك غالبا ما تعرف اللجنة باسم «لجنة بوردونكو»). ضم فريق العمل شخصيات بارزة تنتمي فقط للاتحاد السوفيتي، مثل الكاتب أليكسي نيكولايفيتش تولستوي، ومن دون ذلك لم يكن مسموحًا له بالانضمام. لم تقبل لجنة بوردونكو بنتائج بحث الألمان في القضية التي تم تقديمها في 1943 حيث أدانت الاتحاد بارتكاب المذبحة، فعملت اللجنة نفسها على إخراج الجثث ونسب الجريمة للألمان، وأخيرًا التوصل إلى الاستنتاج أن جميع عمليات القتل قد تمت بفعل قوات الاحتلال الألمانية في خريف 1941. وعلى الرغم من افتقارهم إلى أدلة ملموسة فقد حملوا الألمان تهمة استغلال السجناء الروس لحفر المقابر ومن ثم قتلهم. لم تكن هناك معلومات مؤكدة عن أعداد من ضُللوا بالتقارير والأدلة الواهية داخل اللجنة من جهة، والشاكين بمصداقية اللجنة من جهة أخرى؛ لم يكن هناك حلاً بديلاً أمام اللجنة غير اللجوء إلى تعزيز ما جاء بتقرير Merkulov-Kruglov ، بحسب ظن كل من Cienciala و Materski، وأن بوردونكو كان على الأرجح واعيًا بعملية تستر مؤسسة NKVD على الجريمة، كما جاء بالتقارير التي وردت قبل وفاته ونصت على اعترافه بأمر مشابه للعائلة وبعض الأصدقاء. كانت الجهات السوفيتية دائما ما تنوه باستنتاجات اللجنة حتى اعترفت الحكومة السوفيتية بارتكاب المجزرة بشكل رسمي يوم 13 أبريل/ نيسان 1990.
دعا الاتحاد السوفيتي حوالي ما يزيد عن اثنى عشر صحفيًا معظمهم ذوي جنسية أمريكية وبريطانية إلى موقع الحدث، تصحبهم كاثلين هاريمان، ابنة أفيريل هاريمان السفير الأمريكي الجديد آنذاك، إلى جانب جون ميلبي الأمين الثالث بالسفارة الأمريكية بموسكو. اعتبر البعض دعوة هاريمان وميلبي محاولة لزيادة وزن الدعايا السوفيتية. صنف ميلبي من وجهة نظره العقبات التي أضعفت من موقف الاتحاد كالآتي: شهادات غير ثابتة؛ لم تكن فكرة استجواب الشهود فكرة مستحسنة؛ كما أن إفادة الشهود جاءت نتيجة سلسلة من التلقين والاستظهار. ومع كل ما سبق إلا أن ميلبي يشعر بأن قضية الروس مقنعة إلى حد ما. توصلت هاريمان إلى الاستنتاج ذاته، مما أثار الشك حول تدوين تلك الاستنتاجات في تقاريرهما لأن هذا ما أرادته وزارة الخارجية الأمريكية تمامًا، كما طولب كل منهما بعد انتهاء الحرب تفسير تناقض تقاريرهما مع ما عثرا عليه على أرض الواقع. لم يقتنع الصحافيون كاملاً بالبراهين التي قد دبرها الاتحاد بشكل مسبق.

## رد فعل الغرب
إن العلاقات المتوترة ما بين البولنديين والاتحاد السوفيتي كان لها أثره السلبي على علاقة الاتحاد بالغرب حينما بدأت أهمية البولنديين بالنسبة للدول الحلفاء بالتلاشي بعد أن شهدت أهمية قصوى في الأعوام الأولى أثناء الحرب، وذلك نتيجة للانخراط بالصراع القائم بين عمالقة الصناعة والعسكرية؛ الاتحاد السوفيتي والولايات المتحدة.